# Pietro il grande
Il falegname di Livonia, o Pietro il grande, czar delle Russie er en komisk opera i to akter af Gaetano Donizetti til en libretto af Gherardo Bevilacqua Aldobrandini fra 1819, der er delvist baseret på Felice Romanis libretto til Giovanni Pacinis opera Il falegname di Livonia, der netop var blevet præsenteret på La Scala i Milano den 12. april 1819, samt på Romanis kilde, Alexandre Duvals komedie Le menuisier de Livonie, ou Les illustres voyageurs (1805)..

## Roller
| Rolle                                      | Stemmetype  | Premierebesætning, 26. december 1819 (Dirigent: -) |
| ------------------------------------------ | ----------- | -------------------------------------------------- |
| Pietro il Grande (Peter den Store)         | Bas         | Pio Botticelli                                     |
| Caterina (Katrine I af Rusland, hans kone) | Sopran      | Adelaide Raffi                                     |
| Madama Fritz, krovært                      | Mezzosopran | Caterina Amati                                     |
| Annetta Mazepa, krovært                    | Sopran      | Angela Bertozzi                                    |
| Carlo Scavronski, tømrer i Livland         | Tenor       | Giovanni Battista Verger                           |
| Ser Cuccupis, dommer                       | Bas         | Luigi Martinelli                                   |
| Firman Trombest, i rollen som ågerkarl     | Bas         | Giuseppe Guglielmini                               |
| Hondediski, kaptajn fra Moskva             | Baryton     | Gaetano Rambaldi                                   |
| Borgmestre, kurerer, zarens følge          |             |                                                    |

## Eksterne links
- Libretto (italiensk)
- Libretto (italiensk) Arkiveret 4. februar 2012 hos  Wayback Machine
- "G. Donizetti. IL FALEGNAME DI LIVONIA, OSSIA PIETRO IL GRANDE ", Russisk premiere af Sankt Petersborgs kammeroperakompagni Arkiveret 4. februar 2012 hos  Wayback Machine
- Tom Kaufman, "DONIZETTI: Pietro il Grande, operatoday.com, 13. september 2005 (pladeanmeldelse)